# Hallstabacken
Hallstabacken är dels en backhoppningsanläggning, men också en alpin skidanläggning, i Sollefteå i Västernorrlands län. 
Backhoppningsanläggningen består av sex backar, som en släplift ansluter till. De två största backarna har K-Punkt 108 meter (backstorlek/Hill Size 120 meter) och K-punkt 80 meter (HS92). De mindre backarna har K55, K30, K20 och K10.
Den alpina skidanläggningen består av sex nedfarter och fyra släpliftar. Backens topp är 375 m ö.h. och dess dal 70 m ö.h. Fallhöjden är 305 m, och den längsta nedfarten är Störtloppet med dess 1500 m. Backens medellutning är 22 %. Ett par branta nedfarter rakt nedanför Hotellet är klassade som svarta, det vill säga "svåra". Via den blåklassade Motorvägen kan mindre avancerade åkare undvika de branta nedfarterna.
Samlingsnamnet Hallstaberget har också faciliteter för skidskytte och längdskidåkning. Anläggningen ägs av Sollefteå kommun, bortsett från den alpina som drivs av Hallstabacken AB.

## Historia
Hallstabacken byggdes mellan 1931 och 1933. Invigningen skedde i januari 1934. Hallstabacken har byggts om och moderniserats flera gånger, med flera nya hoppbackar och nedfarter. 
Backhoppningstävlingarna (specialbackhoppning och backhoppningen i nordisk kombination) vid Skid-VM 1934 arrangerades i Hallstabacken. Under andra världskriget arrangerades norska mästerskapen 1944 (dock inofficiellt) i Sollefteå, med backhoppning i Hallstabacken. En deltävling i världscupen arrangerades här 1990 då den flyttades från Falun på grund av snöbrist. Junior-VM i backhoppning arrangerades i Hallstabacken februari 2003.
Det har genom åren hållits många störtloppstävlingar i Hallstabacken.

## Backrekord
Officiella backrekordet i största hoppbacken tillhör Thomas Morgenstern från Österrike som hoppade 121,5 meter under junior-VM 5 februari 2003. Backrekordet i K80-backen sattes av Jakob Grimholm under svenska mästerskapen 12 mars 2006 då han hoppade 92,5 meter.

## Större tävlingsarrangemang
| Datum            | Vinnare                                                                       | Andra plats                                               | Tredje plats                                                   | Tävling                        |
| ---------------- | ----------------------------------------------------------------------------- | --------------------------------------------------------- | -------------------------------------------------------------- | ------------------------------ |
| 25 februari 1934 | Kristian Johansson, Norge                                                     | Arne Hovde, Norge                                         | Sven Eriksson, Sverige                                         | Skid-VM 1934                   |
| 1949             | Thure Lindgren, Sverige                                                       | Matti Pietikäinen, Finland                                | Evert Karlsson, Sverige                                        | Svenska skidspelen             |
| 11 mars 1990     | Pavel Ploc, Tjeckoslovakien                                                   | Ari-Pekka Nikkola, Finland                                | Virginio Lunardi, Italien                                      | Världscup (flyttad från Falun) |
| 6 februari 2003  | Österrike Manuel Fettner Christoph Strickner Roland Müller Thomas Morgenstern | Slovenien Rok Benkovič Jure Bogataj Rok Urbanc Jaka Oblak | Finland Jarkko Heikkonen Antti Pesonen Olli Pekkala Harri Olli | Junior-VM, lag                 |
| 8 februari 2003  | Thomas Morgenstern, Österrike                                                 | Rok Benkovič, Slovenien                                   | Jan Mazoch, Tjeckien                                           | Junior-VM, individuellt        |

1947: SM i Slalom. Segrare Olle Dalman, IFK Östersund.
1938: SM i Slalom. Segrare Sven "Selånger" Eriksson, IF Friska Viljor.